# Ryōta Suzuki (Leichtathlet)
Ryōta Suzuki (japanisch 鈴木 涼太 Suzuki Ryōta; * 25. Juni 1999) ist ein japanischer Leichtathlet, der sich auf den Sprint spezialisiert.

## Sportliche Laufbahn
Erste internationale Erfahrungen sammelte Ryōta Suzuki bei den World Athletics Relays 2021 im polnischen Chorzów, bei denen er in 39,42 s Dritter mit der japanischen 4-mal-100-Meter-Staffel hinter den Teams aus Südafrika und Italien wurde. Im Jahr darauf startete er mit der Staffel bei den Weltmeisterschaften in Eugene und wurde dort im Vorlauf wegen eines Wechselfehlers disqualifiziert. 2023 gewann er bei den Hallenasienmeisterschaften in Astana in 6,66 s die Bronzemedaille im 60-Meter-Lauf hinter Imranur Rahman aus Bangladesch und dem Hongkonger Shak Kam Ching.

## Persönliche Bestzeiten
- 100 Meter: 10,22 s (+1,8 m/s), 12. September 2020 in Niigata
  - 60 Meter (Halle): 6,66 s, 11. Februar 2023 in Astana
- 200 Meter: 20,50 s (+1,3 m/s), 19. September 2021 in Kumagaya